# Яворівський національний природний парк
Я́ворівський націона́льний приро́дний парк — національний природний парк в Україні, в межах Яворівського району Львівської області. Створений з метою збереження, відтворення та раціонального використання типових і унікальних лісостепових ландшафтів та інших природних комплексів в районі Головного європейського вододілу.

## Історія
Парк було створено 4 липня 1998 року Указом Президента України № 744 на базі Яворівського регіонального ландшафтного парку (що існував тут з 1996 року на площі 4190,0 га) та прилеглих територій Старичівського та Магерівського військових лісгоспів. Загальна площа національного парку становить 7108,0 га, з яких 2915,0 га надані парку в постійне користування, а 4193,0 га включені до його складу без вилучення у землекористувачів.

## Розташування
Яворівський національний природний парк розташований на території Українського Розточчя — одного з найцікавіших фізико-географічних районів Західної України. Українське Розточчя являє собою вузьке (до 25 км) горбогірне пасмо завдовжки 75 км, яке на півночі різко підіймається над Малим Поліссям. У його південно-східній частині проходить Головний європейський вододіл, на схилах якого беруть початок річки, що належать до басейнів двох морів — Чорного і Балтійського. 
Територія парку простягається своєрідним півмісяцем від с. Верещиці Яворівського району до с. Крехова Жовківського району. Його протяжність із заходу на схід — 12—13 км, а з півночі на південь — від 2,5 до 12 км. На півдні парк межує з природним заповідником «Розточчя», на півночі — з навчальним полем Яворівського навчального центру ЗОК МО України, відомим як Яворівський військовий полігон, а також з Регіональним ландшафтним парком «Равське Розточчя». 
Поблизу парку розташовані такі населені пункти: с. Верещиця, с. Старичі, смт Шкло, м. Новояворівськ, с. Лелехівка, смт Івано-Франкове, с. Ставки, с. Середній Горб, с. Верхутка, с. Лозино, с. Дубровиця, с. Млинки, с. Папірня, с. Фійна, с. Козулька, с. Крехів. У західній частині парку протікає річка Верещиця, яка впадає у Дністер. У межах парку беруть свій початок ліві притоки Верещиці — річки Ставчанка і Стара Ріка. На півночі розташовані витоки річок Деревнянки і Свині (басейн річки Західний Буг). 
За функціональним зонуванням територія парку розподілена на заповідну зону площею 661,6 га, зону регульованої рекреації — 1254,1 га, зону стаціонарної рекреації — 30,2 га та господарську зону — 5162,1 га.

## Природні умови
За фізико-географічним районуванням територія парку відноситься до Розтоцького району Розтоцько-Опільської області Західно-Української лісостепової провінції. 
На його території немає населених пунктів, завдяки чому антропогенний вплив на природні екосистеми є незначним. 
Клімат цієї території характерний для Розточчя, що розміщене в пограничній зоні впливу атлантичних повітряних течій із заходу та континентальних — зі сходу. Загалом клімат помірно вологий. Середньорічна кількість опадів становить 700 мм, а середньорічна температура — +7,5 °C. Найбільше опадів випадає в червні-липні, а найменше — в січні-лютому. Найтепліший місяць року — липень (+17,7 °C), а найхолодніший — січень (-4,2 °C). Річні коливання температур незначні і сягають 21,9 °C. 
Рельєф парку являє собою поєднання крутосхилих горбів-останців, платоподібних піднятть, широких міжпасмових улоговин, терас і заплав річок. Підняття порізані глибокими (місцями до 80—100 м) ярами, які місцеві жителі називають «дебрями». Найвищою точкою на території парку є безіменна висота з відміткою 403,6 м, розташована західніше с. Млинки (частина села Дубровиці). Серед інших вершин виділяються: Булава (397 м), Кубин (378 м), Березняки (378 м), Болтова Гора (360 м), Вівсяна Гора (387 м). Численні мальовничі горби-останці зі скельними виходами масивних вапняків та вапнистих пісковиків надають паркові неповторної своєрідності. Тут трапляються невеликі печери, понори та штоки карстового походження. Цікавими є також навіяні вітром горби та дюни, вкриті сосновими борами. 
На території парку найбільше поширені слабодернові, середньодернові та глибиннодерново-слабоопідзолені піщані ґрунти на четвертинних та третинних пісках. На глинистих породах сформувалися слабодерново-слабоопідзолені глинисто-піщані ґрунти, підстелені елювієм вапняків, а у пониженнях поширені торфувато-глеєві ґрунти на алювіальних відкладах.

## Біота

### Флора

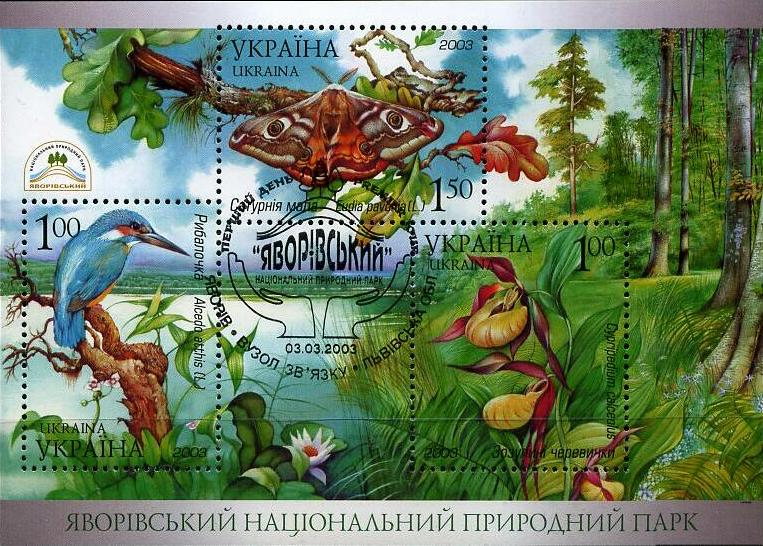
«Яворівський національний природний парк», поштова марка України (2003)

Флора Яворівського національного природного парку налічує близько 700 видів судинних рослин. Із них до Червоної книги України занесено 18 видів: баранець звичайний, плаун річний, сальвінія плаваюча, булатка великоквіткова, булатка довголиста, гніздівка звичайна, зозулині сльози яйцелисті, коручка широколиста, любка дволиста, любка зеленоквіткова, пальчатокорінник травневий, пальчатокорінник плямистий, коральковець тричі надрізаний, зозулині черевички справжні, підсніжник звичайний, білоцвіт весняний, лілія лісова, валеріана дводомна. На території парку в урочищі Біла Скеля розташоване найсхідніше в Україні місцезростання костриці піскової. З видів, які можна вважати рідкісними для Розточчя, на території парку виявлено багаторядник шипкуватий, цибулю гірську, віхалку гіллясту, анемону лісову, купину кільчасту, вільху сіру, підмаренник польський тощо. В парку зростають понад 200 видів лікарських рослин. 
Крім того, серед рідкісних видів, виявлених на території парку, 12 видів (всі орхідні та підсніжник білосніжний) є під охороною Конвенції про міжнародну торгівлю видами дикої фауни і флори, що перебувають під загрозою зникнення (CITES), 2 види (сальвінія плаваюча та зозулині черевички справжні) — під охороною Конвенції про охорону дикої флори і фауни та природних середовищ існування в Європі (Бернська конвенція). 
Для Яворівського національного природного парку, як і в цілому для Розточчя, характерна висока лісистість. Тут найбільше поширені грабово-дубові, сосново-дубові, соснові ліси, а в пониженнях — вільхові. Букові ліси ростуть поблизу східноєвропейської межі ареалу і приурочені до горбистих ландшафтів. Цікавими є острівні реліктові осередки смереки, ялиці та явора, які збереглися на північно-східній межі свого ареалу. До реліктів середнього голоцену належать буково-соснові ліси. Трав'яна рослинність займає значно менші площі і сформувалася на природних луках та місцях колишніх пасовищ і поселень, а також на берегах річок і каналів. 
Регіоном проходить флористична межа Середньої і Південно-східної Європи, що супроводжується переходом широколистяних лісів у лісостеп. Тут проходить східна межа поширення дуба скельного, ялівцю, бука, південно-східна — сосни звичайної, північно-східна — ялиці білої. Карпатська флора представлена смерекою і, особливо, папоротеподібними. На скельних виходах наявні реліктові залишки степової рослинності. На території національного парку виявлено 8 угруповань, що включені до Зеленої книги України: субформація буково-соснових лісів, групи асоціацій соснових лісів зеленомохових та чорницевих, дубово-соснових лісів ліщинових, дубових лісів із дуба черещатого ліщинових, соснових лісів ялівцевих тощо. Рідкісними для регіону можна вважати угруповання букових лісів на північній межі ареалу, а також фрагменти сіро-вільшаників, ясеневі угруповання та деякі інші.

### Фауна
Загалом на території парку зареєстровано 9 видів тварин, занесених до Європейського червоного списку, 34 види, занесені до Червоної книги України та 146 видів тварин, що підлягають особливій охороні згідно з Бернською конвенцією. 
Безхребетні. Серед безхребетних тварин особливим багатством відзначається фауна комах. На території національного парку та його околиць знайдено такі червонокнижні види, як: вусач мускусний, джміль моховий, махаон, мнемозина, пасмовець тополевий, мінливець великий, сінниця Геро, ендроміс березовий, стрічкарка орденська малинова, сатурнія мала, сатурнія руда. 
Загальна кількість зареєстрованих видів хребетних тварин на сьогодні становить 289 видів. У парку охороняється 24 види риб, 11 видів земноводних, 6 видів плазунів, 200 видів птахів, 48 видів ссавців. 
Земноводні. Плазуни. Серед представників герпетофауни численними є сіра ропуха, жаба озерна та трав'яна, звичайними — жаба гостроморда, квакша, прудка і живородна ящірки, звичайний вуж. Рідше зустрічається звичайна гадюка, веретільниця ламка, звичайний та гребінчастий тритони. Дуже рідкісним видом є водяний вуж та мідянка, занесена до Червоної книги України. 
Птахи. В орнітофауні парку переважають лісові види. Найчисельнішими є дрібні горобині птахи — зяблик, вільшанка, чорноголова кропив'янка, вівчарики ковалик та жовтобровий, білошия мухоловка, повзик, чорний та співочий дрозди. З хижих птахів найчастіше трапляється канюк. Найбагатшою за складом та чисельністю є орнітофауна дубових та буково-дубово-соснових лісів. У соснових лісах частіше трапляються синиці: велика, блакитна, чорноголова гаїчка, а також жовтоголовий королик, різні види дятлів. На прилеглих ставах сформувався водно-болотяний комплекс орнітофауни, в якому переважають лиска, попелюх, крижень, норець великий, мартин звичайний. Серед птахів, занесених до Червоної книги України, на території парку та його околиць зустрічаються: баклан малий, косар, лелека чорний, чернь білоока, гоголь, скопа, орлан-білохвіст, підорлик малий, змієїд, шуліка рудий, лунь польовий, журавель сірий, кульони великий та середній, коловодник ставковий, пугач, сова довгохвоста, сорокопуд сірий. 
Ссавці. Серед ссавців парку найвищою видовою різноманітністю відзначаються гризуни, найчисельнішими є мишак жовтогрудий і нориця руда. З мисливських звірів трапляються вивірка лісова, заєць сірий, куниця лісова, тхір лісовий, свиня дика, сарна європейська, єнот уссурійський, лисиця руда, а з занесених до Червоної книги — видра річкова, норка європейська, горностай. На територію парку зрідка заходить лось, а в околицях іноді трапляється олень благородний. В останні роки помітно зросла чисельність вовка. Печери та інші підземні сховища мають виняткове значення для збереження біорізноманіття рукокрилих, в тому числі і «червонокнижних» — широковух європейський, нічниця війчаста, нічниця довговуха. У 2005 році у верхів'ї річки Верещиці вперше виявлені поселення бобра європейського.

## Історичне значення
Регіон, у якому розташований Яворівський національний природний парк, надзвичайно багатий на археологічні та історико-культурні пам'ятки. Тут відкрито городища княжої доби та низку стоянок давньої людини. На території, що прилягає до національного парку, є такі історичні та архітектурні пам'ятки: Василіанський монастир Св. Миколая у Крехові (XVII–XVIII ст.), Троїцький костел з дзвіницею (1614 р.) та церква Вознесіння Господнього (1831 р.) у смт. Івано-Франкове, Успенська церква (1739 р.) у с. Лелехівка, печера на Страдецькій горі та церква Успіння Пресвятої Богородиці (XVIII ст.) у с. Страдч, руїни церкви Св. Михаїла у колишньому с. Вишенька Велика на території полігону тощо. Серед лісових масивів часто трапляються мальовничі галявини та залишки фруктових садів — пам'ять про колишні села і хутори, виселені під час створення полігону.

## Рекреаційне та освітнє значення

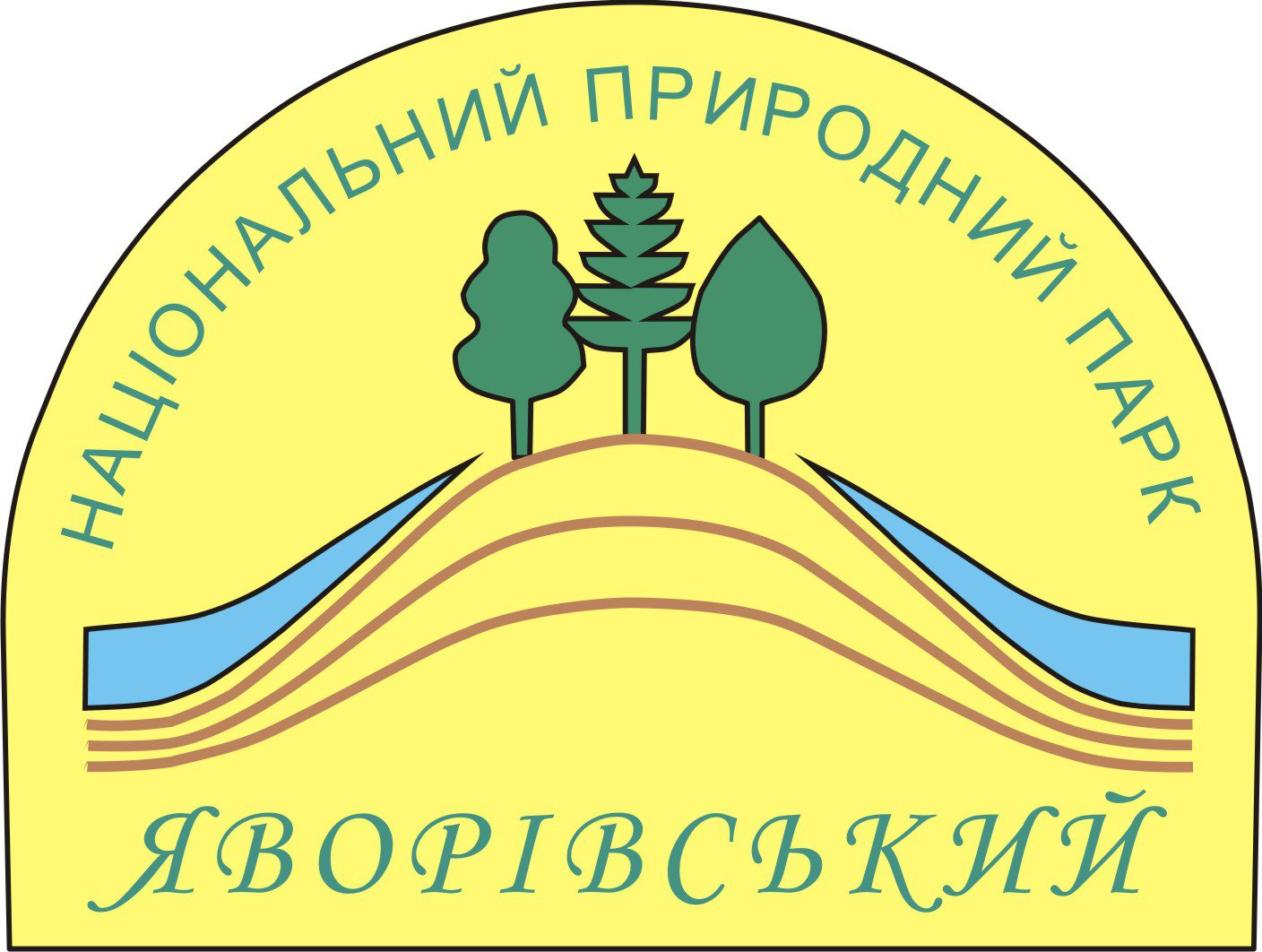
Логотип парку

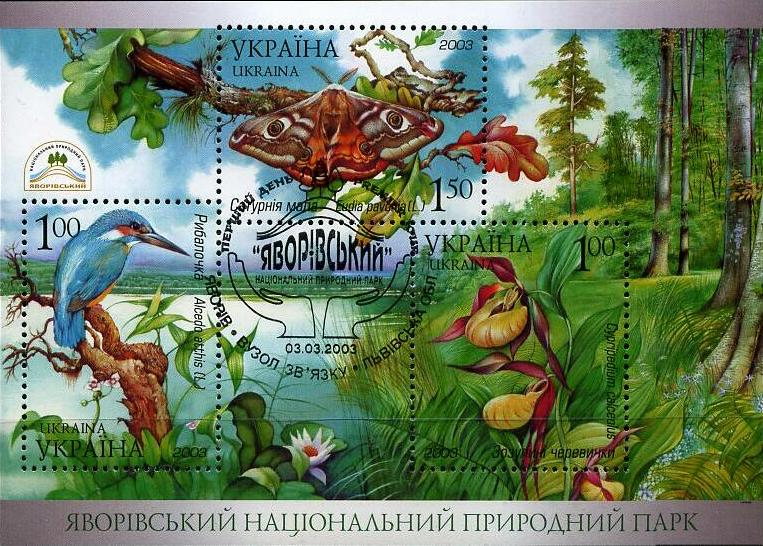
«Яворівський національний природний парк», поштова марка України (2003)

На прилеглих територіях розташовано вісім баз відпочинку, а також бальнеологічні курорти «Шкло» та «Немирів» із цілющою сірководневою мінеральною водою типу «Нафтуся». Яворівський національний природний парк володіє значним рекреаційним потенціалом для розвитку еколого-пізнавального, культурологічного, сакрального, а також спортивного (кінного, велосипедного та лижного) туризму, а на прилеглих територіях — кваліфікованого туризму (мисливство, рибальство). В навколишніх населених пунктах існують сприятливі умови для розвитку агротуризму. 
Розточанський край здавна славиться народними промислами — різьбою на дереві, гончарством, виробами з гутного скла і бісеру, яворівською писанкою та вишиванкою. Поблизу Яворівського парку, в місті Жовква, розміщений державний історико-архітектурний заповідник із цілим комплексом культурних пам'яток. 
У парку функціонує 4 комплексних автобусно-пішохідних маршрути: «Страдч — Чорні озера», «Від Янова до Крехова», «Сповідь часу» (родинне гніздо Шептицьких), «Яворівський полігон — минуле і сучасність», а також 4 пішохідних еколого-пізнавальних стежки: «Стежка Івана Франка», «Лелехівка», «Верещиця», «Голуби». В зоні стаціонарної рекреації парку облаштовані місця масового відпочинку туристів: літні відпочинкові навіси, мангали, місця для розведення вогнищ. На водоймах створені умови для аматорської риболовлі, облаштовано пляж, є можливість користування плавзасобами.

## Фотогалерея

Інформаційна таблиця при в'їзді до парку
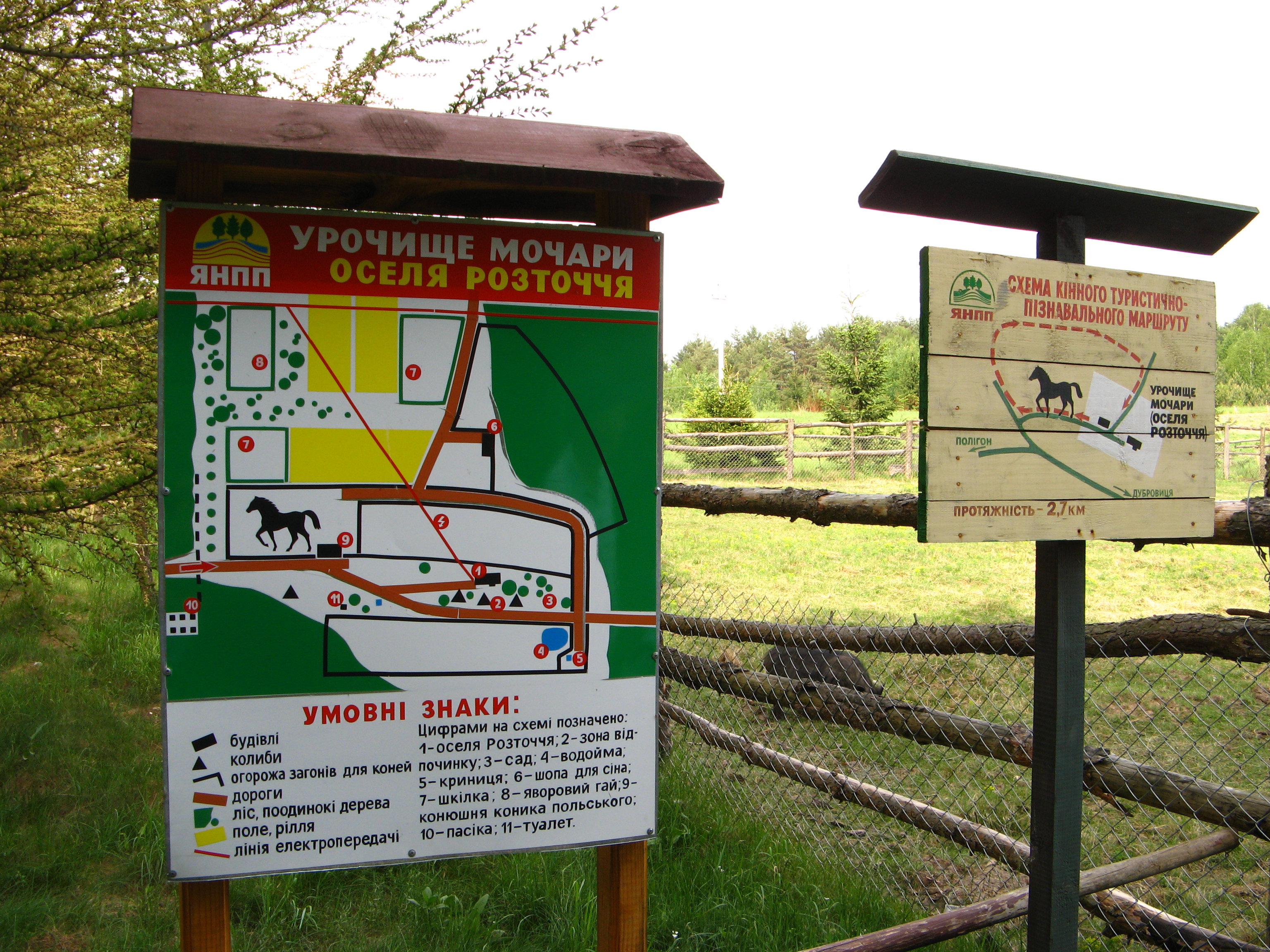
Урочище Мочари — «Оселя Розточчя» (на захід від с. Дубровиці)
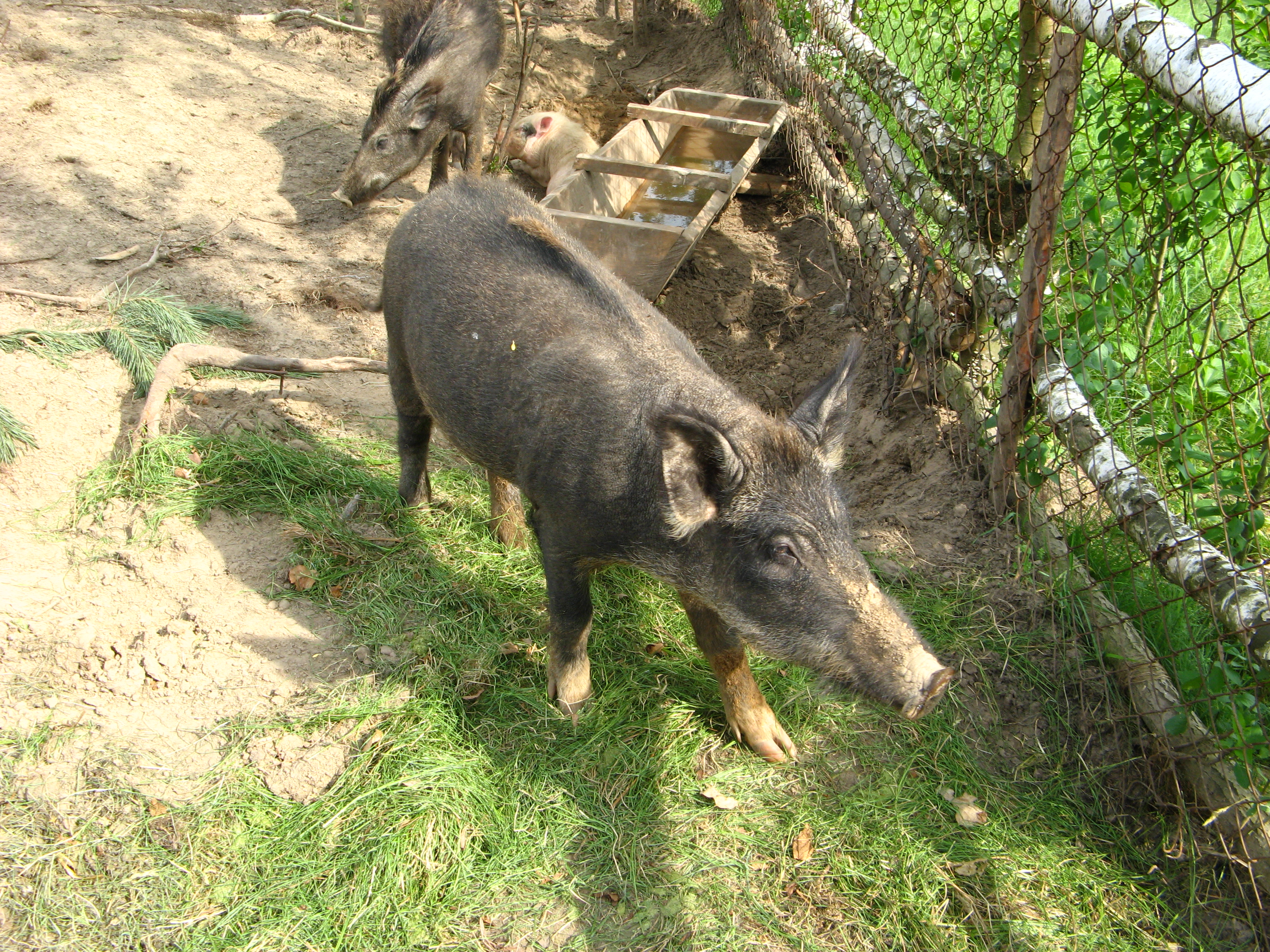
Дика свиня (урочище Мочари)
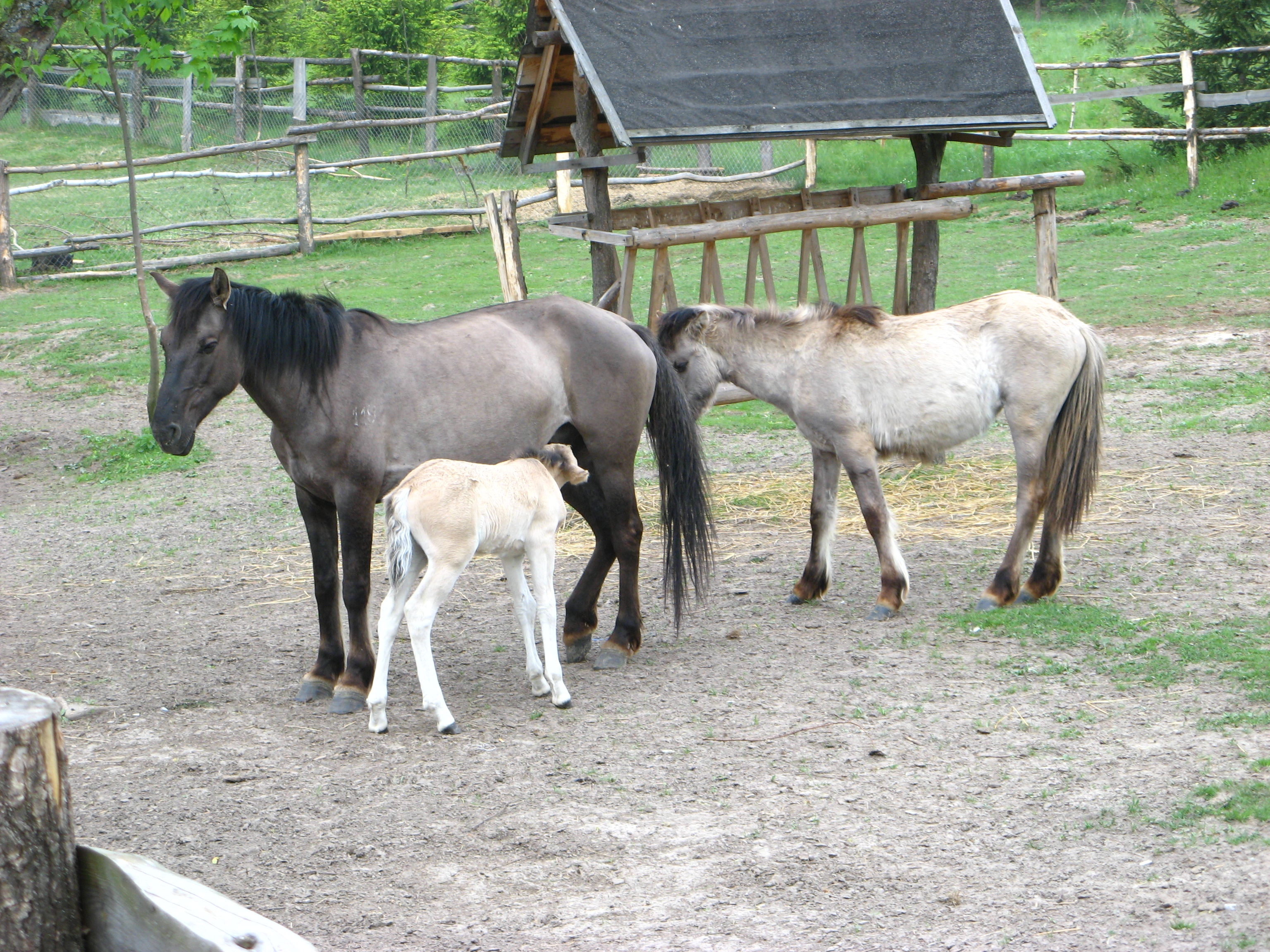
Коники польські (урочище Мочари)
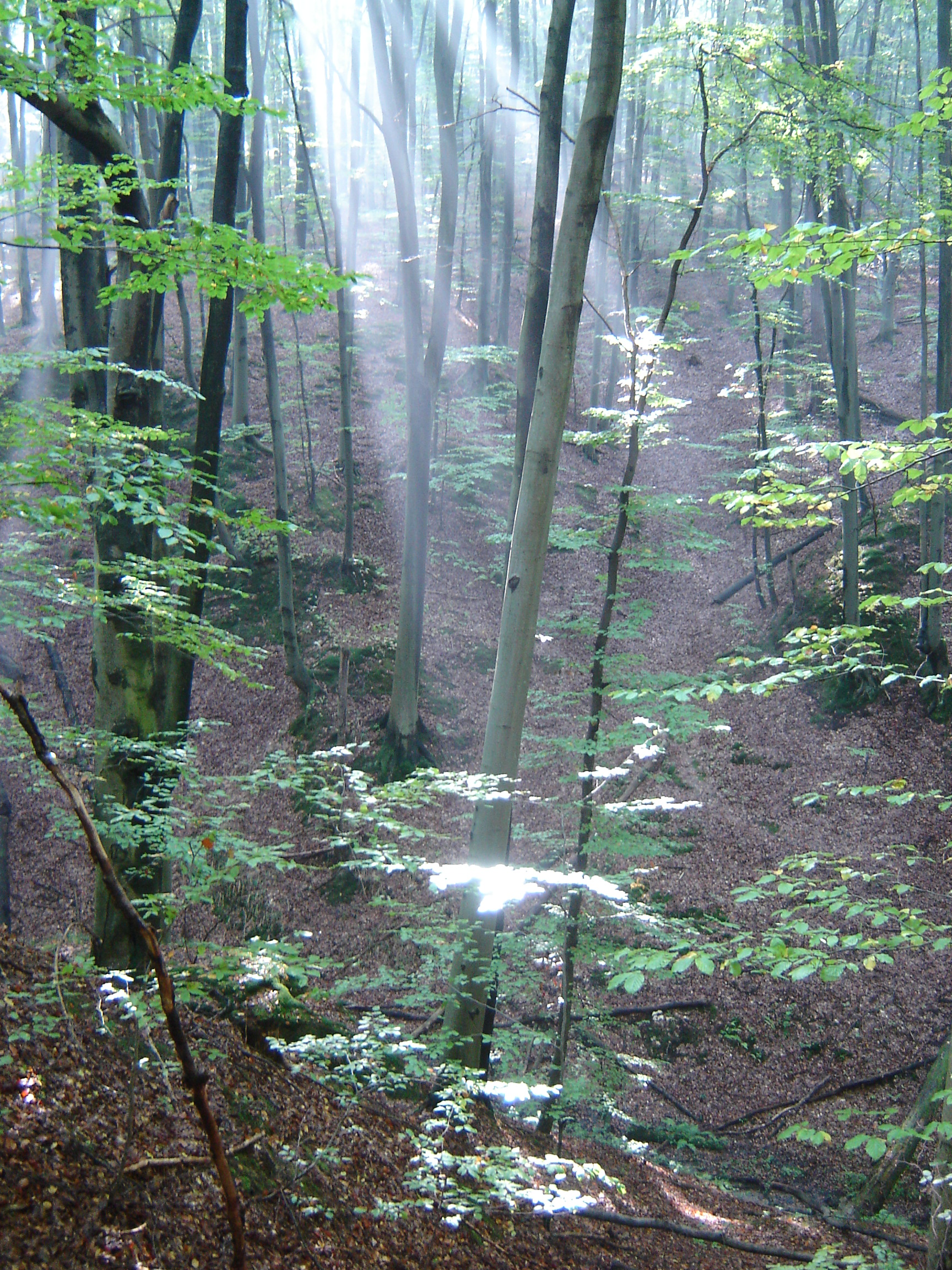
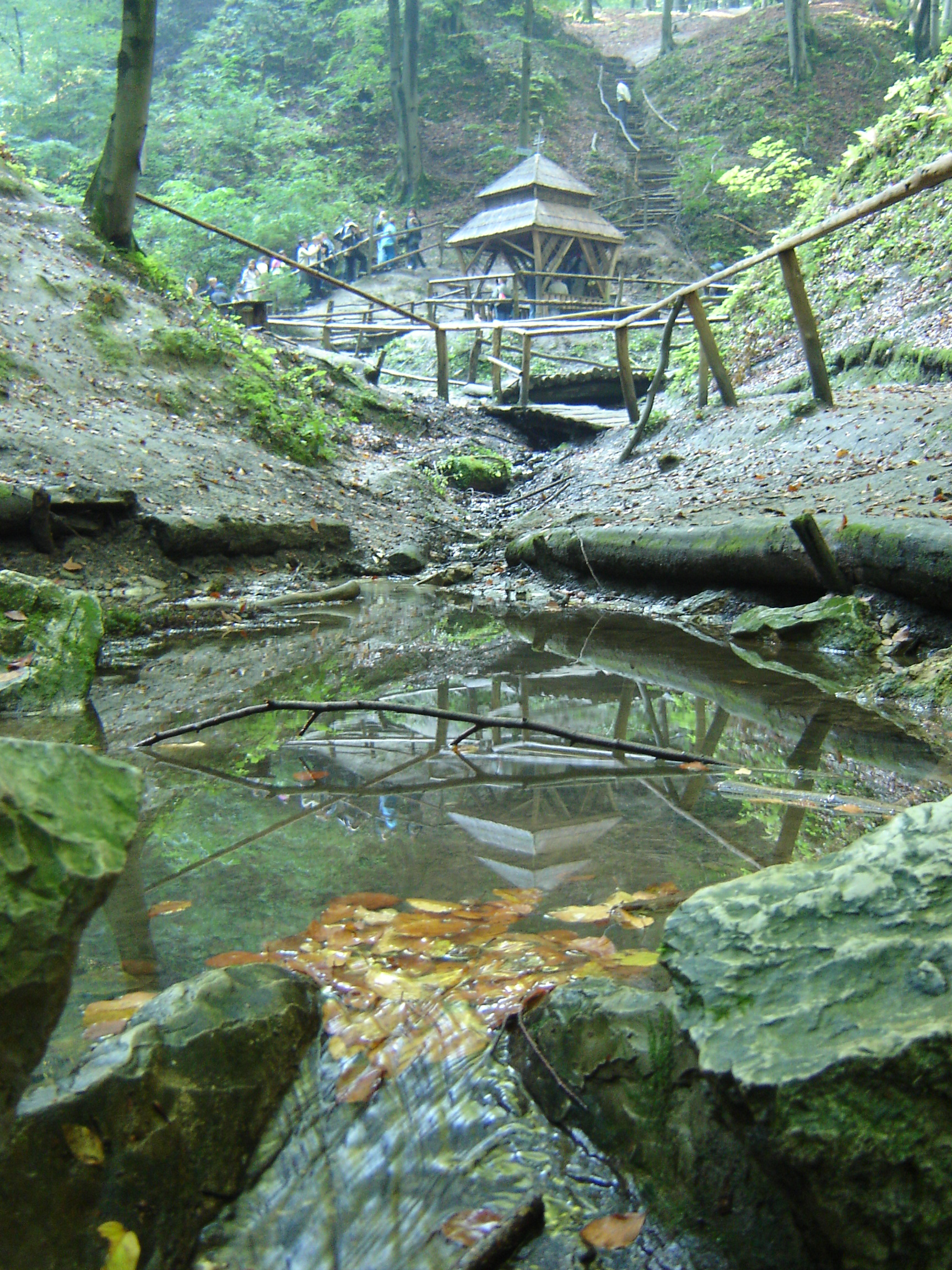
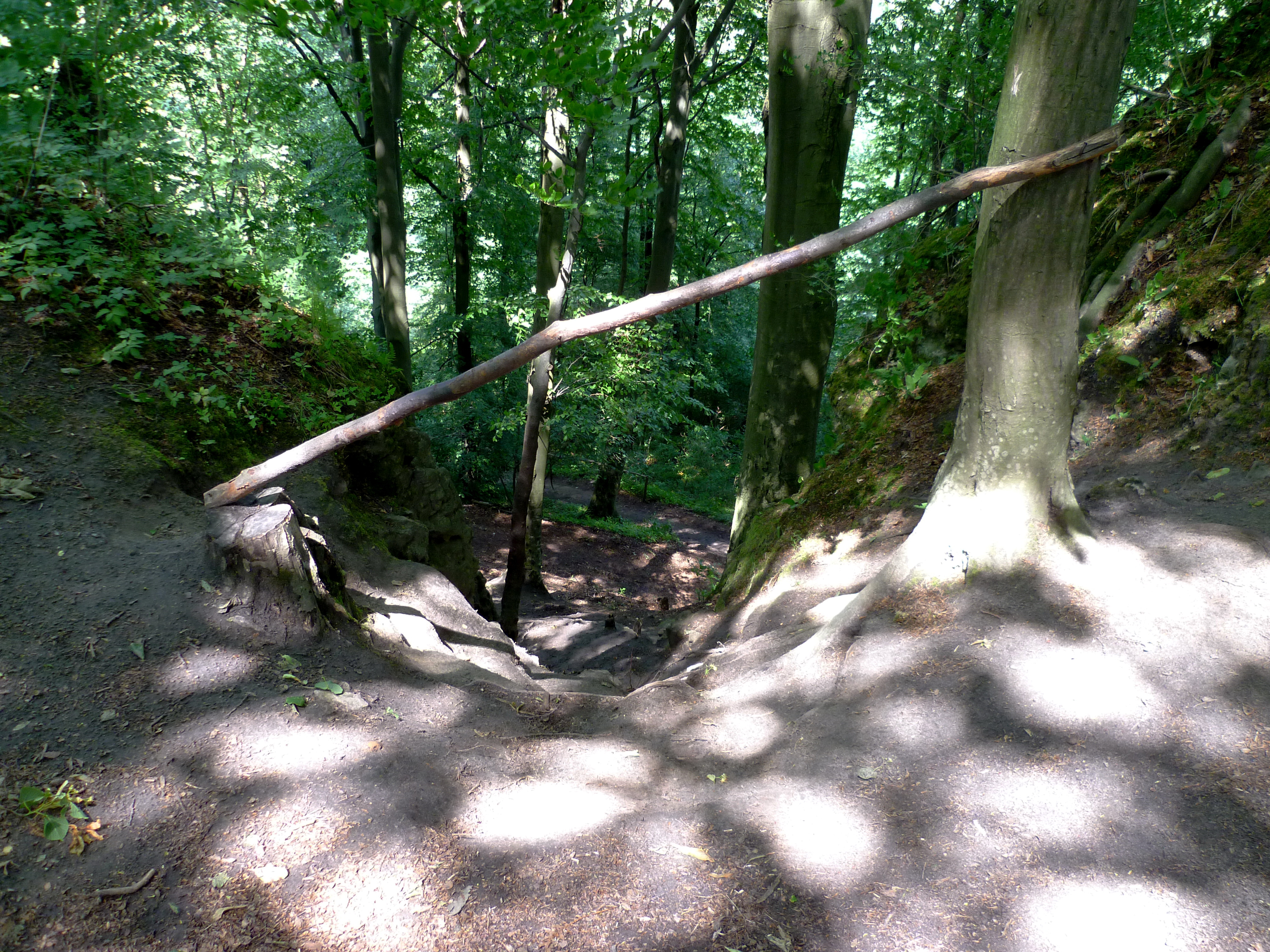
Ліс біля печерного монастиря
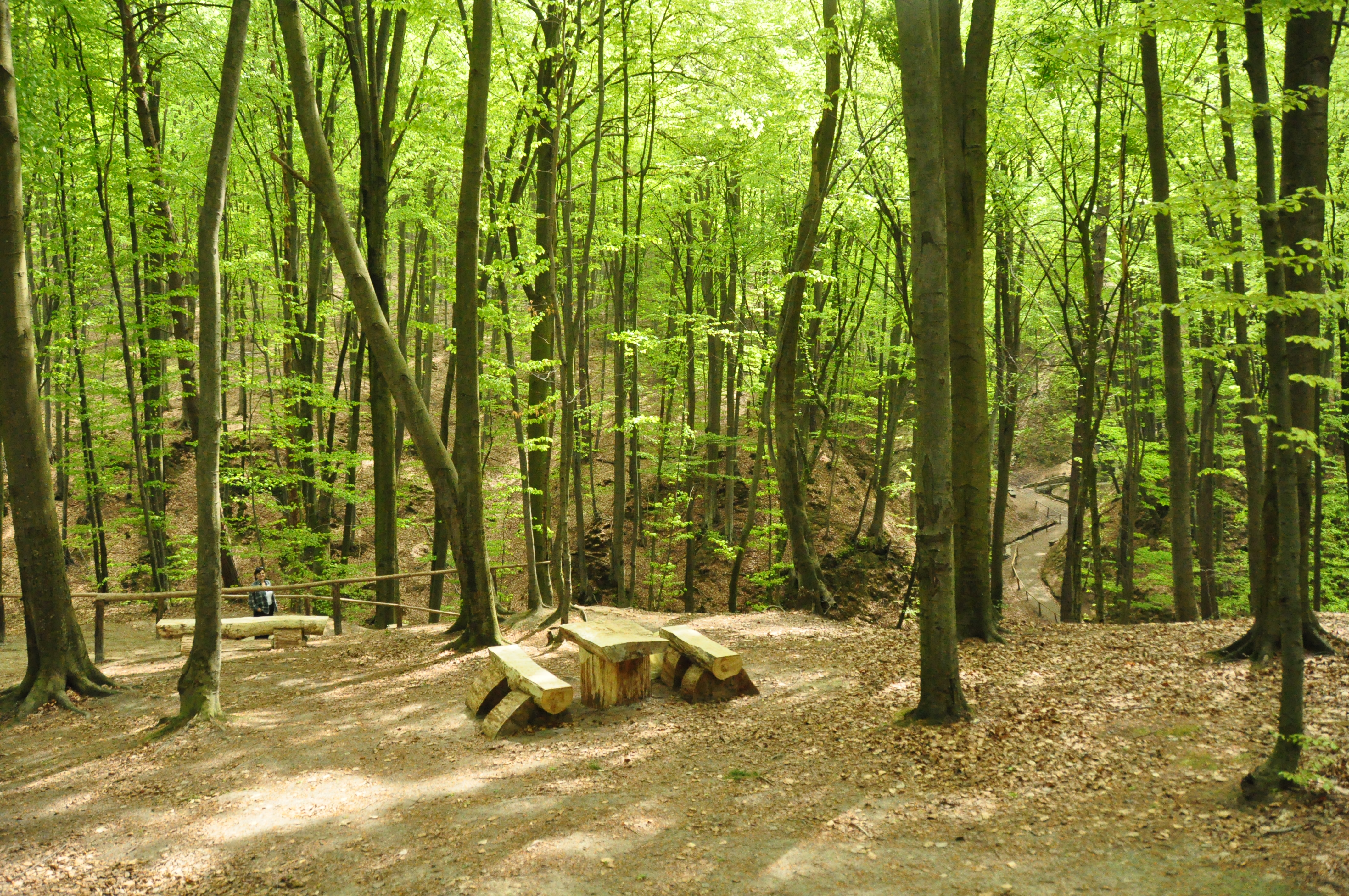
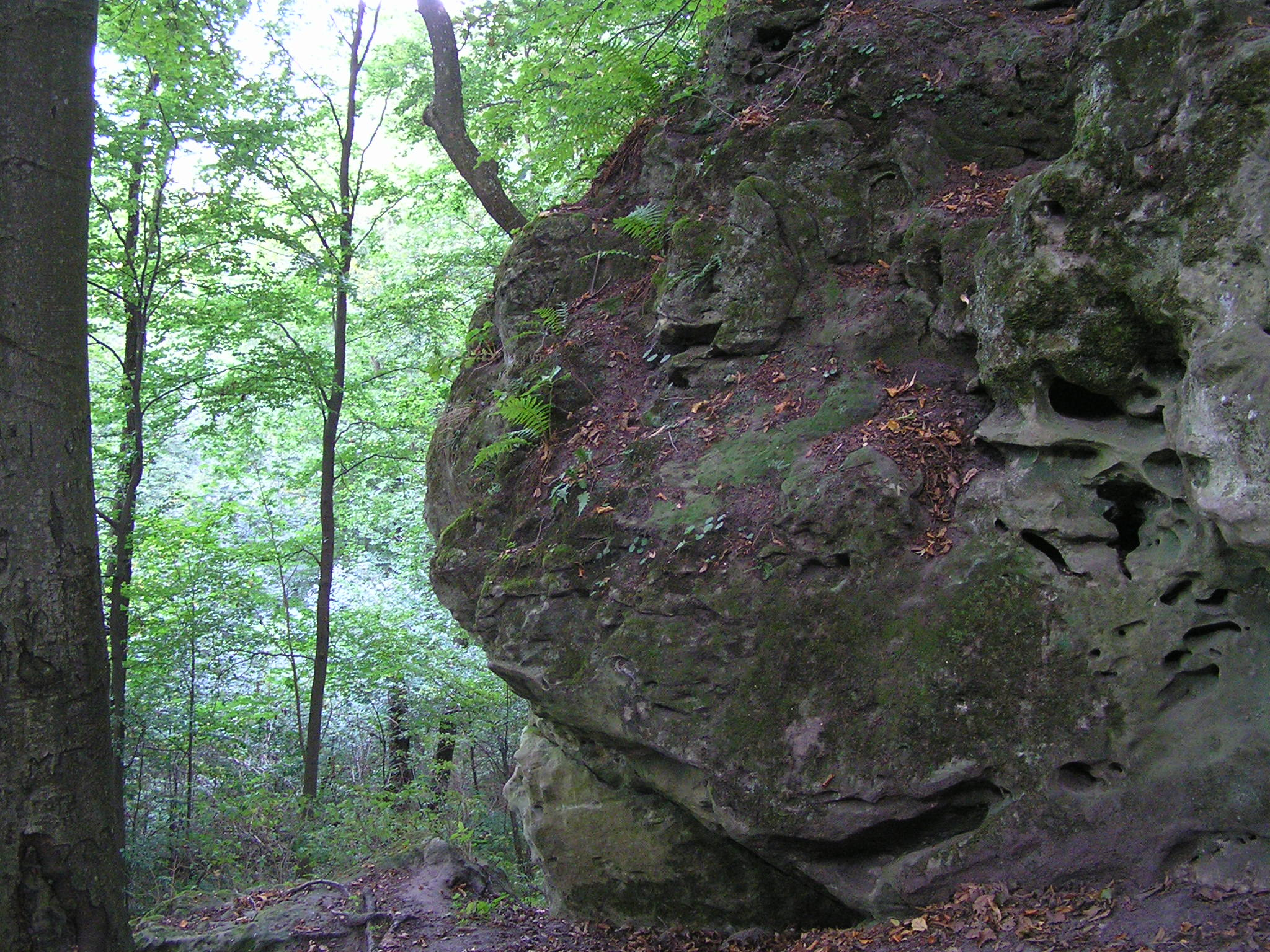
Підніжжя скелі Тимоша біля Крехівського монастиря
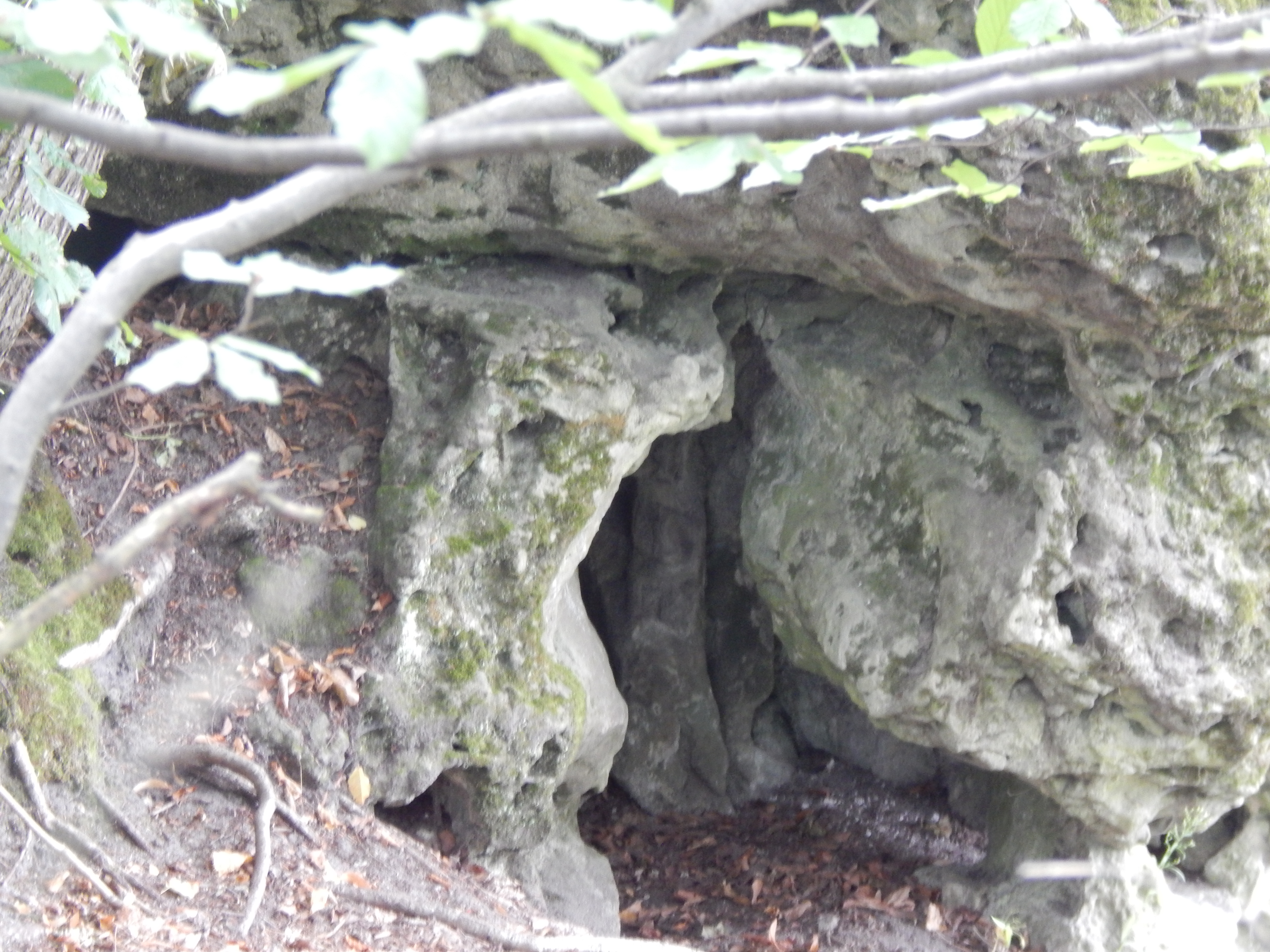
Печерний монастир
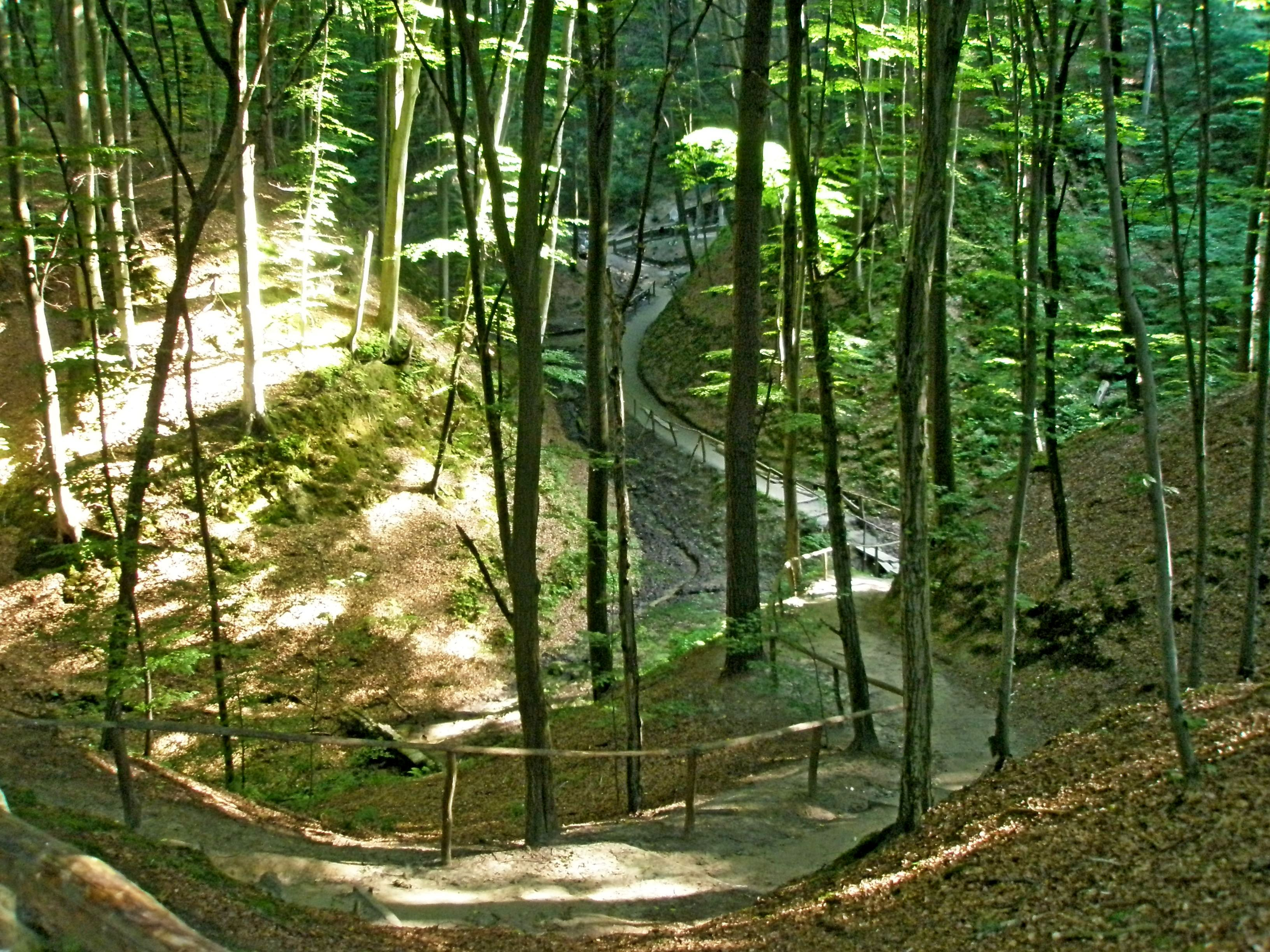
Стежка до джерела
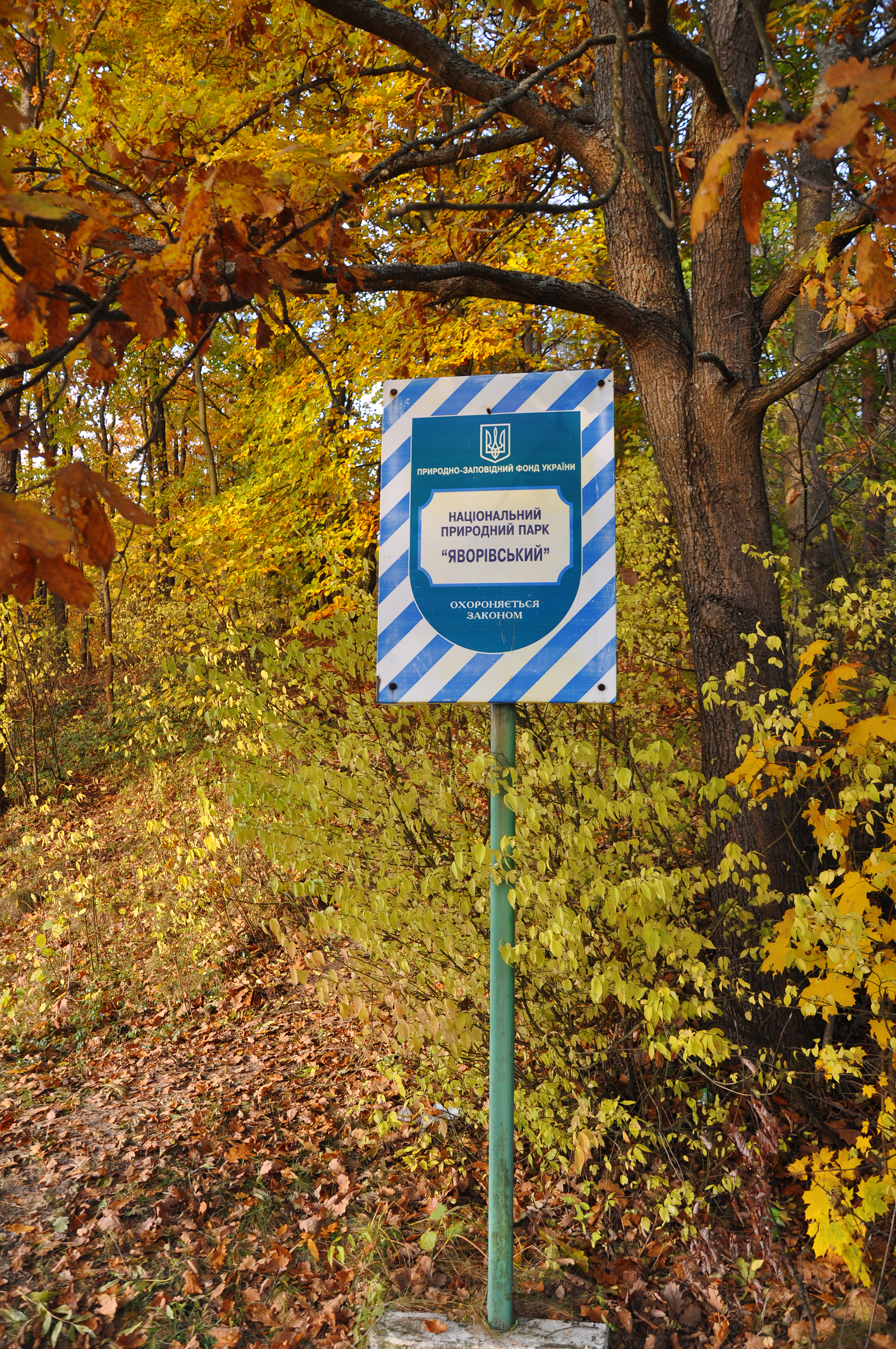
Межовий знак
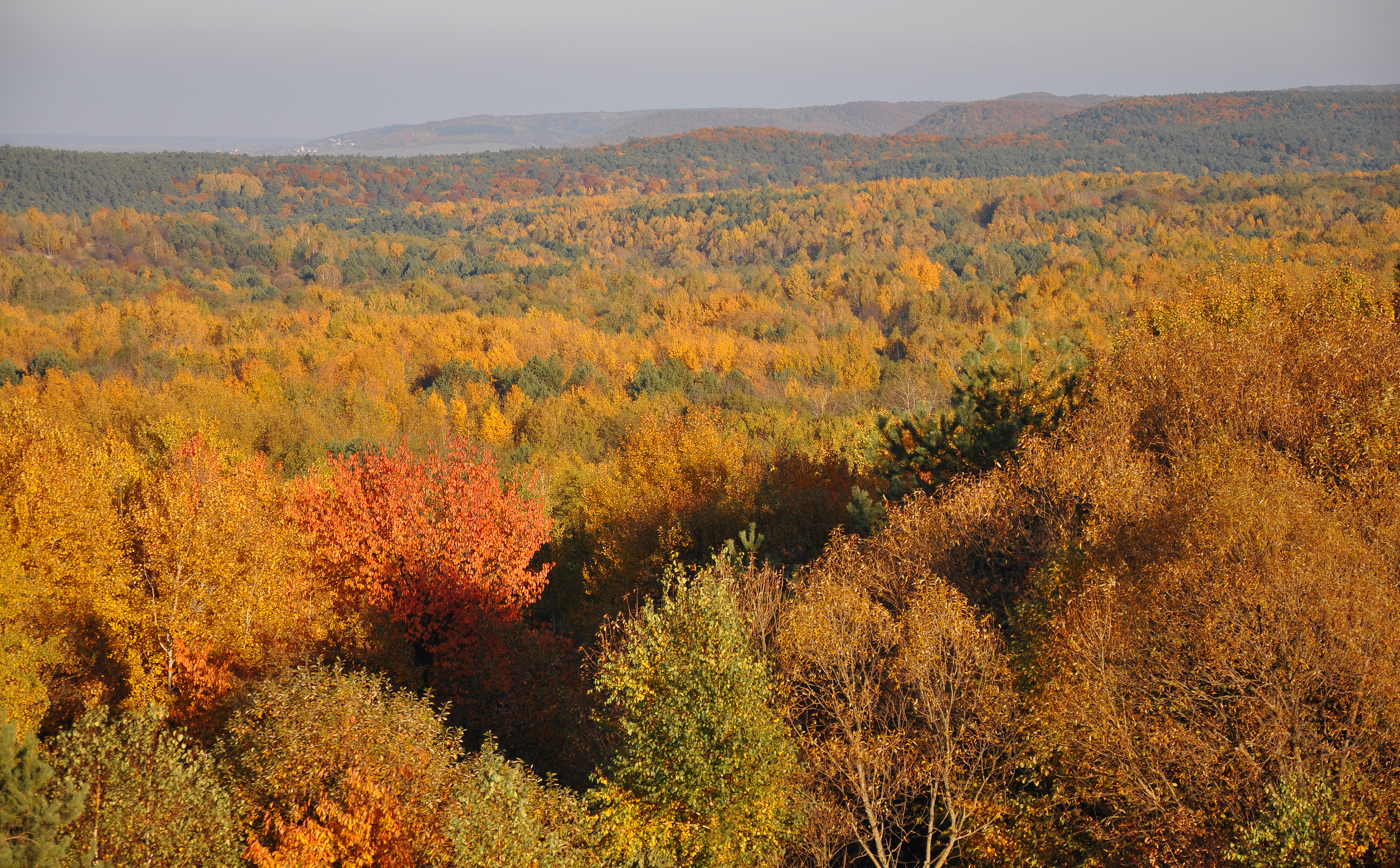
Осінній ліс
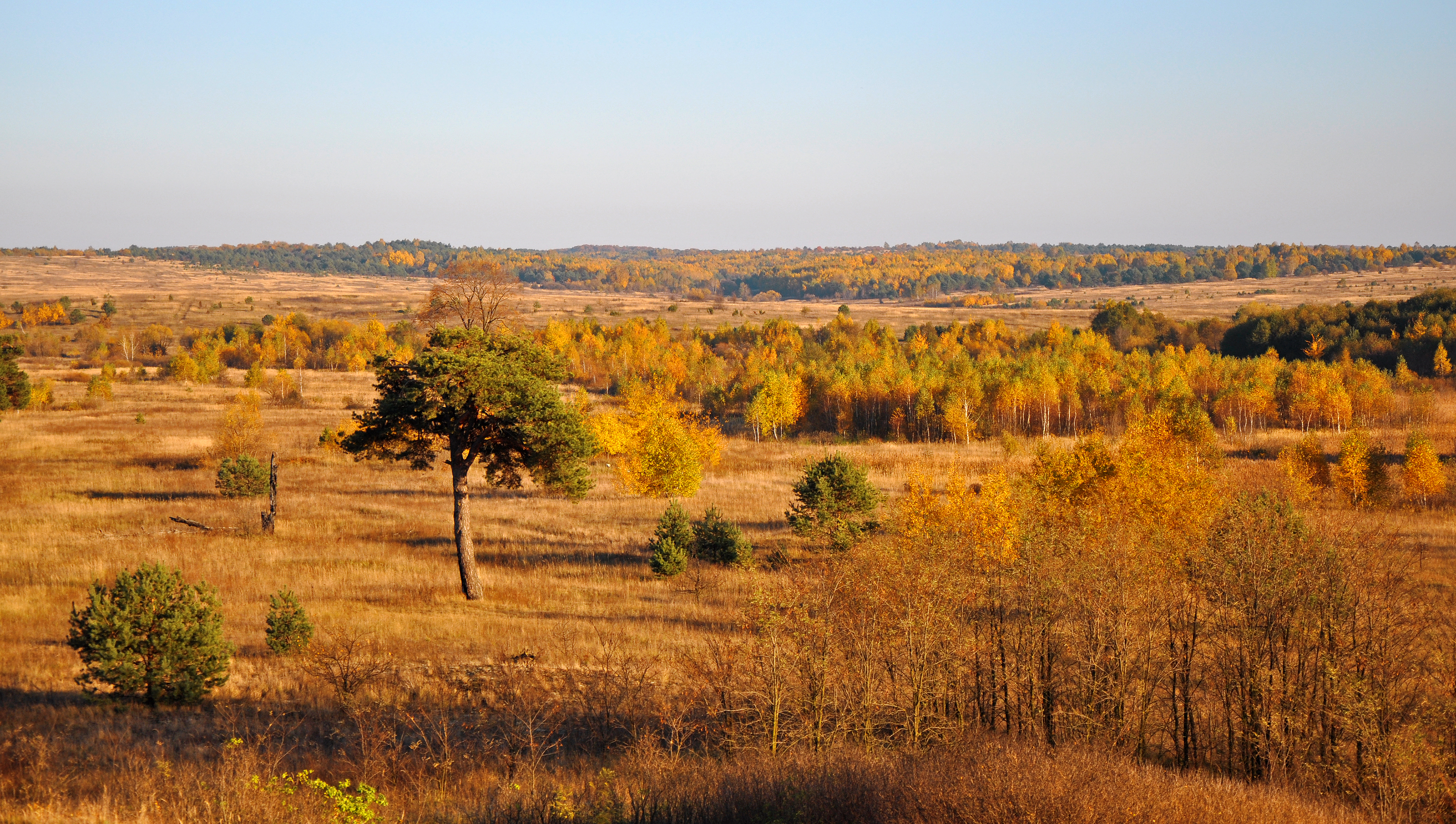
Територія парку поблизу Яворівського полігону
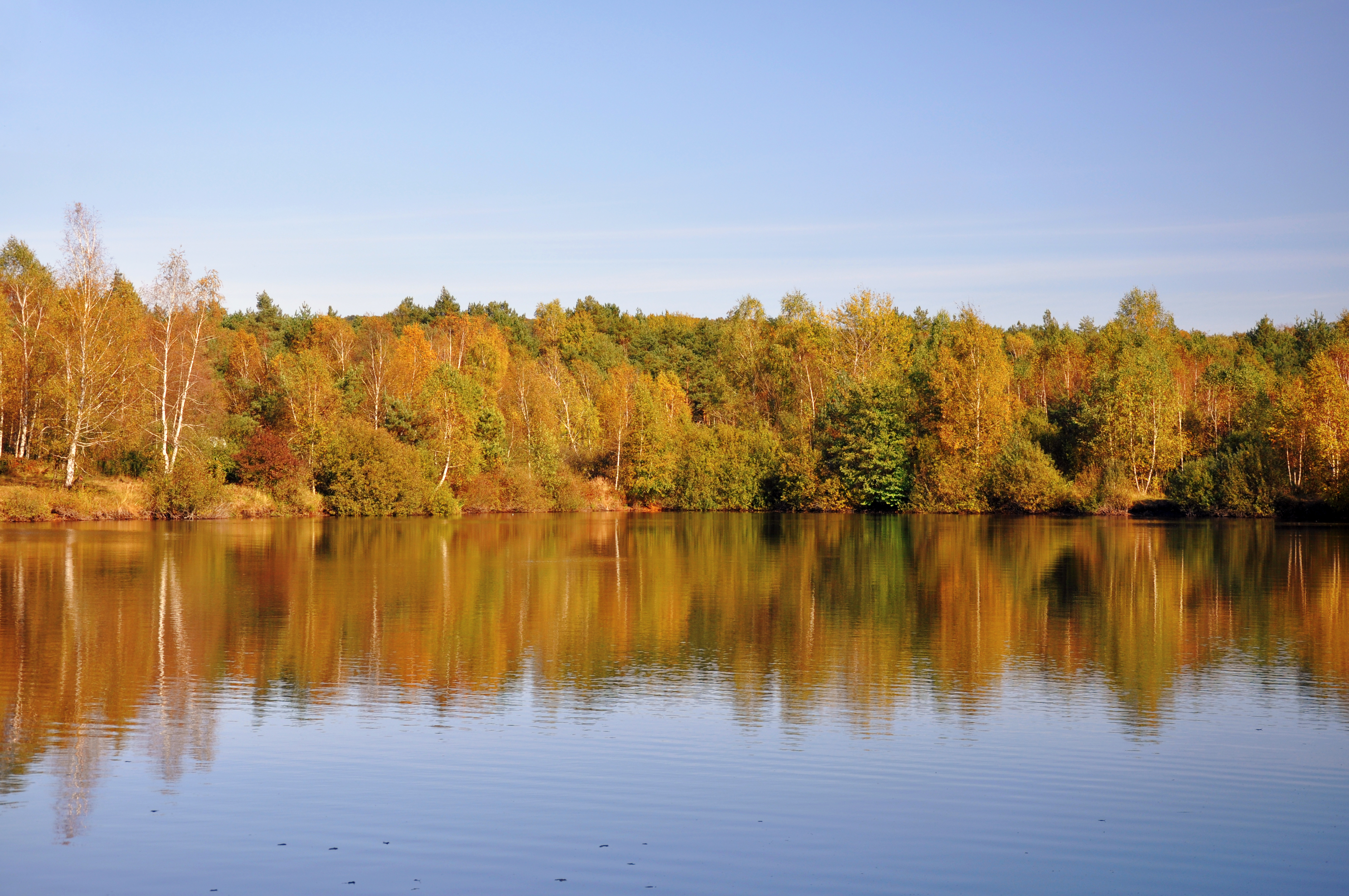
Чорні озера
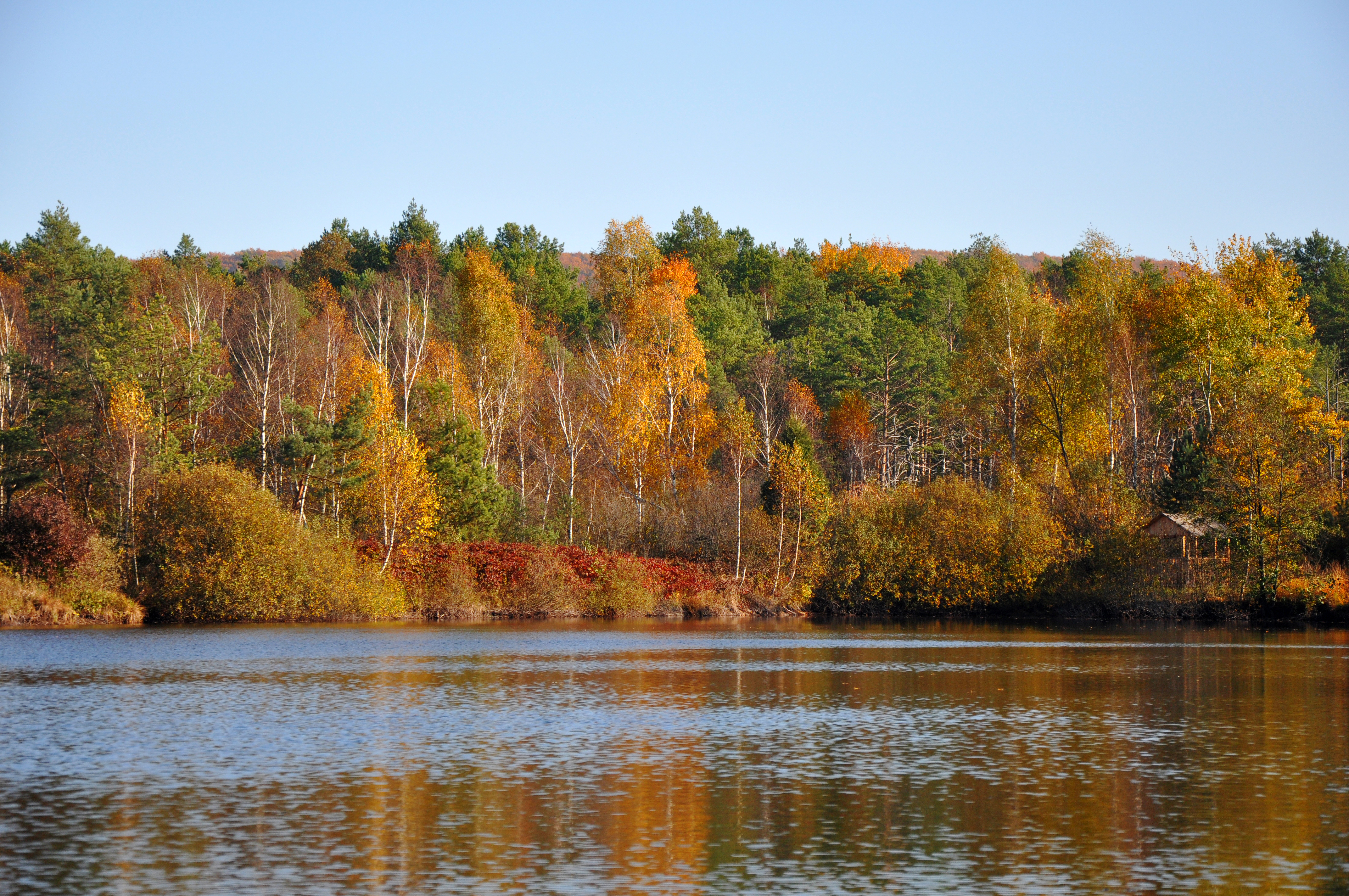
Чорні озера восени
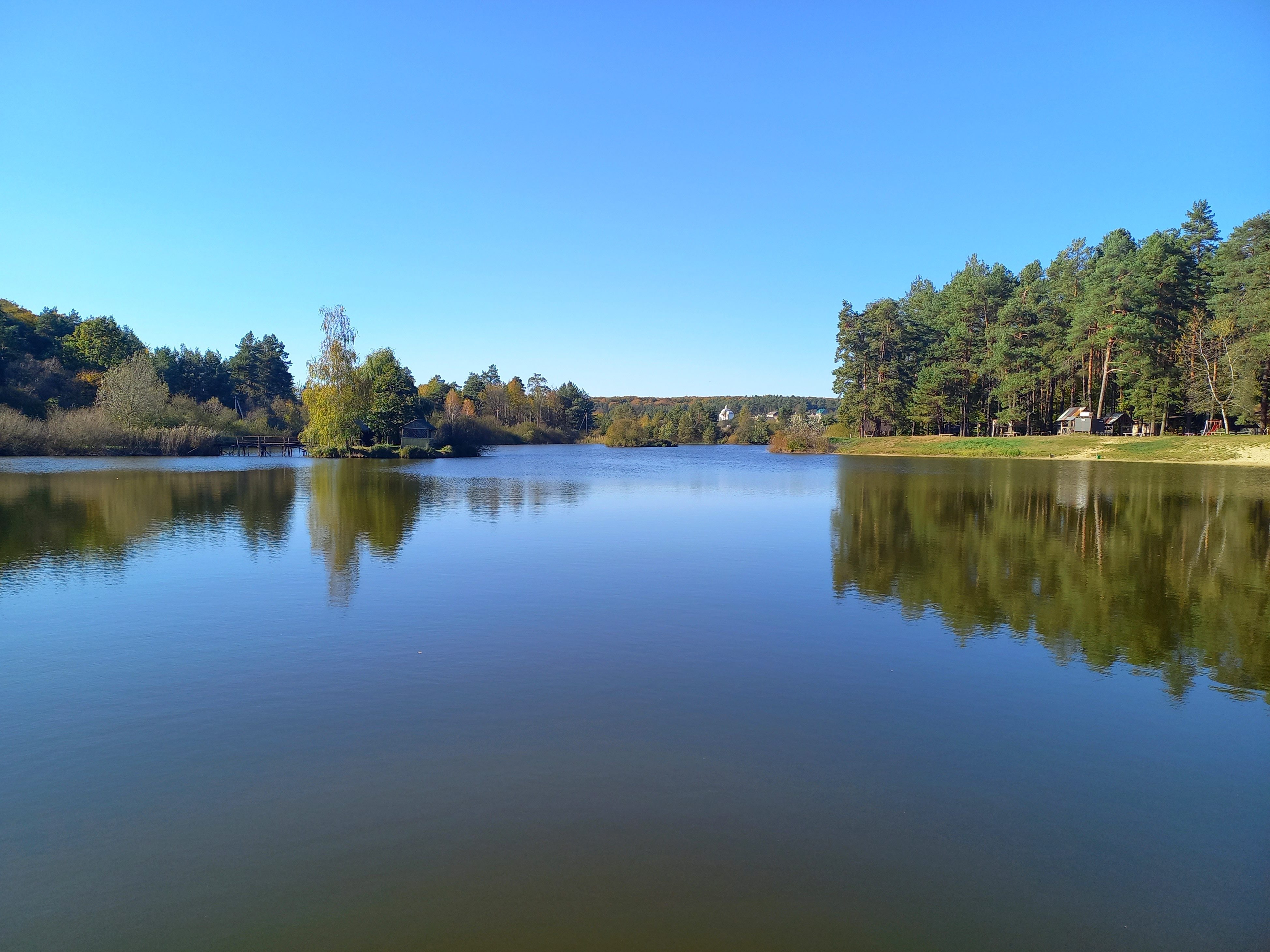
Став біля рекреаційного пункту «Верещиця»

## Ресурси Інтернету
- Україна Інкогніта
- Яворівський національний природний парк — офіційна сторінка

## Виноски
1. ↑  ➤ Яворівський національний природний парк Цікаві місця • Пам'ятки • Що подивитись у Яворівський національний природний парк?. Україна Інкогніта (укр.). Процитовано 28 липня 2022.